# 肖恩·基林
肖恩·基林（英語：Shaun Keeling，1987年1月21日—），南非男子赛艇运动员。他曾代表南非参加2008年和2016年夏季奥林匹克运动会赛艇比赛，其中2016年奥运会获得一枚银牌。